# لانثانيدات
| الرقم الذري | الاسم        | الرمز | 58 | سيريوم | Ce |
| 59          | براسيوديميوم | Pr    |    |        |    |
| 60          | نيوديوم      | Nd    |    |        |    |
| 61          | بروميثيوم    | Pm    |    |        |    |
| 62          | ساماريوم     | Sm    |    |        |    |
| 63          | يوروبيوم     | Eu    |    |        |    |
| 64          | جادولينيوم   | Gd    |    |        |    |
| 65          | تريبيوم      | Tb    |    |        |    |
| 66          | ديسبروسيوم   | Dy    |    |        |    |
| 67          | هولميوم      | Ho    |    |        |    |
| 68          | إبريوم       | Er    |    |        |    |
| 69          | ثوليوم       | Tm    |    |        |    |
| 70          | إتيربيوم     | Yb    |    |        |    |
| 71          | لوتيتيوم     | Lu    |    |        |    |

اللانثينيدات هي سلسلة من 15 عنصر أرضي نادر تبدأ من سيريوم إلى لوتيتيوم في الجدول الدوري، بالأرقام الذرية من 58 إلى 71 ، وبعض العلماء يضيف إليهم عنصر لانثانوم 57 الذي يسبقهم في الجدول الدوري. وترجع تسمية سلسلة اللانثانيدات إلى عنصر اللانثانوم رغم أنه لا يوجد فيها (طبقا لبعض العلماء). وتلى سلسة اللانثينيدات سلسة الأكتينيدات.
وتتكون سلسلة اللانثينيدات من سلسلة عناصر متتالية يكون فيها المدار f ممتلئا جزئيا أو كليا بالإلكترونات، بينما تكون المدارات الخارجية p وd فارغة. وحيث ان المدار f ليس نشيطا كيميائيا مثل المدارات s وd وp ، فإن عناصر سلسلة اللانثينيدات تكون متشابهة كيميائيا. ويتم وضع سلسة اللانثينيدات تحت الجدول الدوري كما لو كانت تذييل له. بينما يوضح الجدول الدوري الطويل المكان الفعلى لمجموعة اللانثينيدات.

## الخواص
(أنظر أسفله)
| عنصر كيميائي              | لانثانوم | سيريوم | براسوديميوم | نيوديميوم | بروميثيوم | ساماريوم | يوروبيوم | غادولينيوم | تربيوم | ديسبروسيوم | هولميوم | إربيوم | ثوليوم | إتيربيوم | لوتيشيوم |
| ------------------------- | -------- | ------ | ----------- | --------- | --------- | -------- | -------- | ---------- | ------ | ---------- | ------- | ------ | ------ | -------- | -------- |
| عدد ذري                   | 57       | 58     | 59          | 60        | 61        | 62       | 63       | 64         | 65     | 66         | 67      | 68     | 69     | 70       | 71       |
| شكله                      |          |        |             |           |           |          |          |            |        |            |         |        |        |          |          |
| كثافة (g/cm3)             | 6.162    | 6.770  | 6.77        | 7.01      | 7.26      | 7.52     | 5.244    | 7.90       | 8.23   | 8.540      | 8.79    | 9.066  | 9.32   | 6.90     | 9.841    |
| نقطة انصهار (°C)          | 920      | 795    | 935         | 1024      | 1042      | 1072     | 826      | 1312       | 1356   | 1407       | 1461    | 1529   | 1545   | 824      | 1652     |
| البنية الإلكترونية للذرة* | 5d1      | 4f15d1 | 4f3         | 4f4       | 4f5       | 4f6      | 4f7      | 4f75d1     | 4f9    | 4f10       | 4f11    | 4f12   | 4f13   | 4f14     | 4f145d1  |
| Ln3+ البنية الإلكترونية*  | 4f0      | 4f1    | 4f2         | 4f3       | 4f4       | 4f5      | 4f6      | 4f7        | 4f8    | 4f9        | 4f10    | 4f11   | 4f12   | 4f13     | 4f14     |
| Ln3+ نصف قطر الذرة pm     | 103      | 102    | 99          | 98.3      | 97        | 95.8     | 94.7     | 93.8       | 92.3   | 91.2       | 90.1    | 89     | 88     | 86.8     | 86.1     |

## الخواص الكيميائية
نظرا لتشابه بنية غلاف إلكترونات التكافؤ لتلك العناصر فتتصرف اللانثانيدات كيميائيا مثل عناصر المجموعة الثالثة في الجدول الدوري سكانديوم وإيتربيوم وتكون معهما مجموعة العناصر الأرضية النادرة. وتلك العناصر تتأكسد سريعا، وتتفاعل إلى حد ما مع الماء منتجة غاز الهيدروجين.
بدءا من السيريوم يمتلئ المدار 4f رويدا رويدا حتى نصل إلى اللوتيتيوم الذي يتم امتلاؤه ب 14 من الإلكترونات. ونظرا لكون المدارات 4f تكون موجودة تحتية في الذرة فهي تكون - بعكس إلكترونات المدار d - غير مشاركة في النشاط الكيميائي. وتتشابه جميع اللانثانيدات في خواصها الكيميائية. وتتميز جميعها عدد أكسدة +3. كما تظهر لبعضها اعداد أكسدة +2 و +4.

## الخواص الفيزيائية

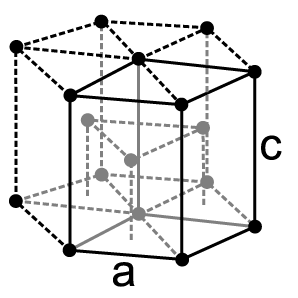
التركيب البلوري للانثانيدات نظام بلوري سداسي مركزي الوسط.(ما عدا السيريوم والسماريوم والأوروبيوم والإيتربيوم).

تتبلور اللانثانيدات (ما عدا السيريوم والسماريوم والأوروبيوم والإيتربيوم ) في النظام البلوري السداسي ،وهي فلزات براقة تشبه الفضة، مرنة، وتتفاعل كيميائيا. ويتميزون بالبنية ذات. تقل الصلادة بتزايد العدد الذري.
تنتمي الانثانيدات مثلما تنتمي الأكتينيدات إلى مجموعة العناصر الانتقالية الداخلية أو بمعنى آخر إلى عناصر المجموعة f ، حيث تكون المدارات f في تلك السلسلة غير مكتملة بالإلكترونات.

## الاستخدامات
- يستخدم السيريوم في صناعة حجر الولاعة كما يستخدم كمحفز في تكرير البترول
- ويستخد النيوديم والبراسيوديم لتلوين النظارات، وصناعة النظارات الواقية لعملية اللحام ، كما يستحدم البراسيوديم في صناعة الليزر بدلا من الروبين.
- البروميثيوم: يستخدم كمصدر حراري في الأقمار الصناعية.
- يستخدم الساماريوم: لصناعة المغناطيسات الذاتية ، كما يستخدم في صناعة السماعات
- الأوروبيوم والديسبروسيوم: يستخدمان كماص للنيوترونات في المفاعلات النووية. كما يستخدم الأوروبيوم كمادة منشطة للون الأحمر في أنابيب التلفزيون.
- الجادولينيوم: يستخدم كمادة منشطة للون الأخضر في أنابيب التلفزيون.
- التربيوم: يستخدم في صناعة الليزر
- الهولميوم: بدخل في سبائك الفولاذ ويجعلة سهل التشكيل
- الإربيوم: يستخدم في المرشحات الضوئية للتصوير تصنيع
- إيتربيوم: يستخدم كمصدر للأشعة السينية بدون كهرباء، فملما في أجهزة أشعة إكس المحمولة.
- يستخدم اللوتيتيوم كمحفز في تكرير البترول ولإجراء البلمرة في الكيمياء.

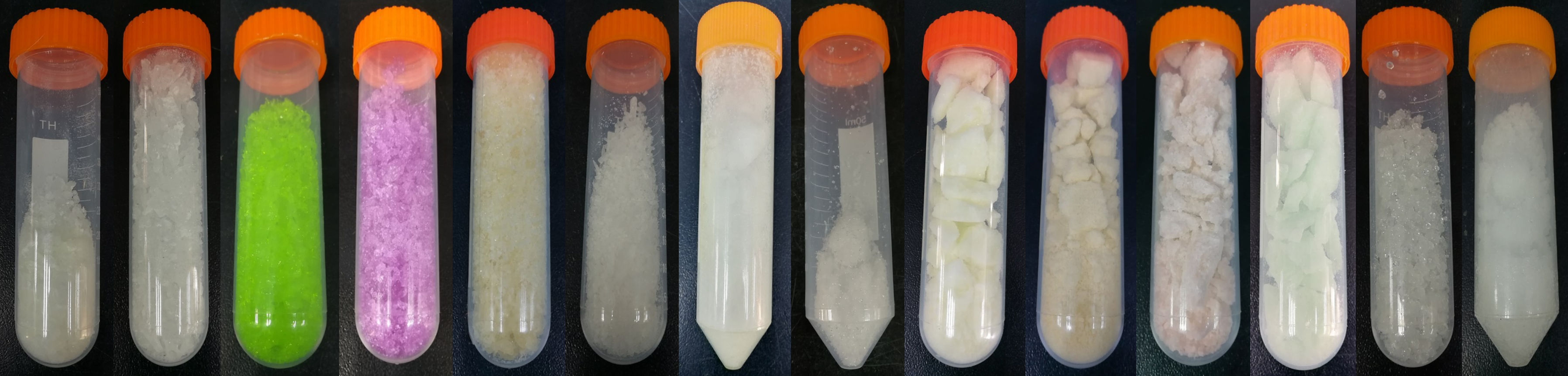
عينات من نترات اللانثانيدات في شكلها السداسي. من اليسار الى اليمين: La, Ce, Pr, Nd, Sm, Eu, Gd, Tb, Dy, Ho, Er, Tm, Yb, Lu.

## وصلات خارجية
- USGS للمعلومات عن إحصائيات العناصر الأرضية النادرة نسخة محفوظة 15 أكتوبر 2002 على موقع واي باك مشين.